# Onthophagus wanappe
Onthophagus wanappe är en skalbaggsart som beskrevs av Ross Storey 1977. Onthophagus wanappe ingår i släktet Onthophagus och familjen bladhorningar. Inga underarter finns listade i Catalogue of Life.